# Hampton (Maryland)
Pour les articles homonymes, voir Hampton.
Hampton est une census-designated place située dans le comté de Baltimore, dans l’État du Maryland, aux États-Unis. Lors du recensement de 2020, elle comptait 5 180 habitants.